# Котюржинецька сільська рада (Полонський район)
Котюржине́цька сільська́ ра́да — колишня адміністративно-територіальна одиниця та орган місцевого самоврядування у Дзержинському (Миропільському, Романівському) і Полонському районах Волинської округи, Вінницької і Хмельницької (Кам'янець-Подільської) областей Української РСР та України з адміністративним центром у селі Котюржинці.

## Загальні відомості
Котюржинецька сільська рада утворена в 1923 році.
- Територія ради: 2,346 км²
- Населення ради: 675 осіб (станом на 2001 рік)
- Територією ради протікає річка Случ

## Населені пункти
Сільській раді були підпорядковані населені пункти:
- с. Котюржинці
- с. Блидні
- с. Черніївка

## Населення
Кількість населення ради, станом на 1923 рік, становила 824 особи, кількість дворів — 178.
Станом на 5 грудня 2001 року, відповідно до перепису населення України, кількість мешканців сільської ради становила 675 осіб.

## Склад ради

### VI скликання
Рада складалася з 14 депутатів та голови.
- Голова ради: Салацька Алла Павлівна
- Секретар ради: Видько Марія Борисівна

#### Депутати
За результатами місцевих виборів 2010 року депутатами ради стали:

##### За суб'єктами висування
| Суб'єкт висування           | Кількість обраних депутатів | %    |
| --------------------------- | --------------------------- | ---- |
| Народна партія              | 8                           | 57,1 |
| Комуністична партія України | 4                           | 28,6 |
| Єдиний Центр                | 1                           | 7,1  |
| Самовисування               | 1                           | 7,1  |

##### За округами
| № округу                    | Прізвище, ім'я, по батькові        | Дата визнання обраним | Освіта           | Партійна приналежність | Відомості про обраного депутата                 |
| --------------------------- | ---------------------------------- | --------------------- | ---------------- | ---------------------- | ----------------------------------------------- |
| Єдиний Центр                |                                    |                       |                  |                        |                                                 |
| 12                          | Бацман Любов Володимирівна         | 02.11.2010            | вища             | член Єдиного Центру    | Клуб с. Блидні, завідувач                       |
| Комуністична партія України |                                    |                       |                  |                        |                                                 |
| 1                           | Уляницька Віта Валеріївна          | 02.11.2010            | вища             | позапартійна           | тимчасово не працює                             |
| 2                           | Шмерега Володимир Степанович       | 02.11.2010            | середня          | позапартійний          | Миропольське лісництво, майстер                 |
| 6                           | Граневич Галина Мечиславівна       | 02.11.2010            | незакінчена вища | позапартійна           | тимчасово не працює                             |
| 8                           | Токаєвський Франц Іванович         | 02.11.2010            | вища             | позапартійний          | ДП «Шпат», головний енергетик                   |
| Народна Партія              |                                    |                       |                  |                        |                                                 |
| 3                           | Токаєвський Геннадій Володимирович | 02.11.2010            | середня          | позапартійний          | 10 ТВУЗ, військовослужбовець                    |
| 4                           | Уляницький Станслав Іванович       | 02.11.2010            | вища             | член Народної партії   | пенсіонер                                       |
| 5                           | Видько Марія Борисівна             | 02.11.2010            | середня          | член Народної партії   | Котюржинецька сільська рада, секретар виконкому |
| 7                           | Уляницький Едуард Казимирович      | 02.11.2010            | середня          | член Народної партії   | ДП «Шпат», робітник                             |
| 9                           | Савич Тамара В'ячеславівна         | 02.11.2010            | середня          | член Народної партії   | тимчасово не працює                             |
| 10                          | Костик Людмила Володимирівна       | 02.11.2010            | вища             | член Народної партії   | тимчасово не працює                             |
| 11                          | Гладкова Інна Анатоліївна          | 02.11.2010            | вища             | член Єдиного Центру    | Котюржинецька сільська рада, головний бухгалтер |
| 14                          | Руденко Петро Леонідович           | 02.11.2010            | вища             | член Народної партії   | тимчасово не працює                             |
| Самовисування               |                                    |                       |                  |                        |                                                 |
| 13                          | Олійник Сергій Леонідович          | 02.11.2010            | вища             | позапартійний          | тимчасово не працює                             |

### Керівний склад попередніх скликань
| Прізвище, ім'я, по батькові | Основні відомості                                                               | Дата обрання | Дата звільнення |
| --------------------------- | ------------------------------------------------------------------------------- | ------------ | --------------- |
| Завацький Антон Антонович   | Сільський голова, 1958 року народження, член Народно-демократичної партії       | 26.03.2006   | 14.05.2010      |
| Салацька Алла Павлівна      | Сільський голова, 1971 року народження, освіта середня спеціальна, позапартійна | 31.10.2010   |                 |

Примітка: таблиця складена за даними сайту Верховної Ради України

## Історія
Створена 1923 року в складі сіл Котюржинці та Черніївка Миропільської волості Полонського повіту Волинської губернії.
Станом на 1 вересня 1946 року сільська рада входила до складу Полонського району Кам'янець-Подільської (згодом — Хмельницька) області, на обліку в раді перебувало с. Котюржинці.
На 1 січня 1972 року сільська рада входила до складу Полонського району Хмельницької області, на обліку в раді перебували села Блидні, Котюржинці та Черніївка.
Входила до складу Дзержинського (Миропільського, Романівського, 7.03.1923 р.) та Полонського (13.02.1935 р.) районів.